# Honda Ridgeline
Honda Ridgeline — автомобиль, SUT[прояснить], выпускавшийся компанией Honda с февраля 2005 года по 2013 год. Автомобиль производился на заводе Honda в Канаде, город Аллистон, штат Онтарио. Оснащался двигателем V6 объёмом 3,5 литра с функцией VTEC мощностью 247 л. с., автоматической 5-ступенчатой коробкой передач и подключаемым полным приводом.
В декабре 2013 года компания Honda объявила о завершении производства модели Ridgeline в середине 2014 года. В январе 2016 года на международном автосалоне в Детроите было представлено второе поколение пикапа, которое построено на базе Honda Pilot третьего поколения. Известно, что новинка будет предлагаться как с передним, так и с полным приводом, а двигателем будет 3,5-литровый V6, оснащаемый шестидиапазонной АКПП. Автомобиль стал  длиннее – на 84 миллиметра, и шире на 16 миллиметров.